# Beyond Our Ken
Beyond Our Ken est un film documentaire australien de 2008 réalisé par Luke Walker et Melissa Maclean sur l'organisation controversée Kenja Communication. Sorti dans les salles australiennes le 18 septembre 2008, le film a été nommé pour le meilleur documentaire au Film Critics Circle of Australia et également par l'Australian Film Institute.

## Récompenses
- Prix AACTA de la meilleure réalisation dans un documentaire